# Cooper Criswell
Cooper Timothy Criswell (Carrollton, Georgia, 24 de julio de 1996), más conocido como Cooper Criswell, es un jugador profesional estadounidense de béisbol que se desempeña en la posición de lanzador en Boston Red Sox, equipo de las Grandes Ligas de Béisbol (MLB).

## Carrera
Criswell hizo su debut en la MLB con el equipo Tampa Bay Rays, en el cual jugó dos temporadas (2022-2023), después pasó a Boston Red Sox, donde lleva jugando una temporada.